# 电子游戏分级制度

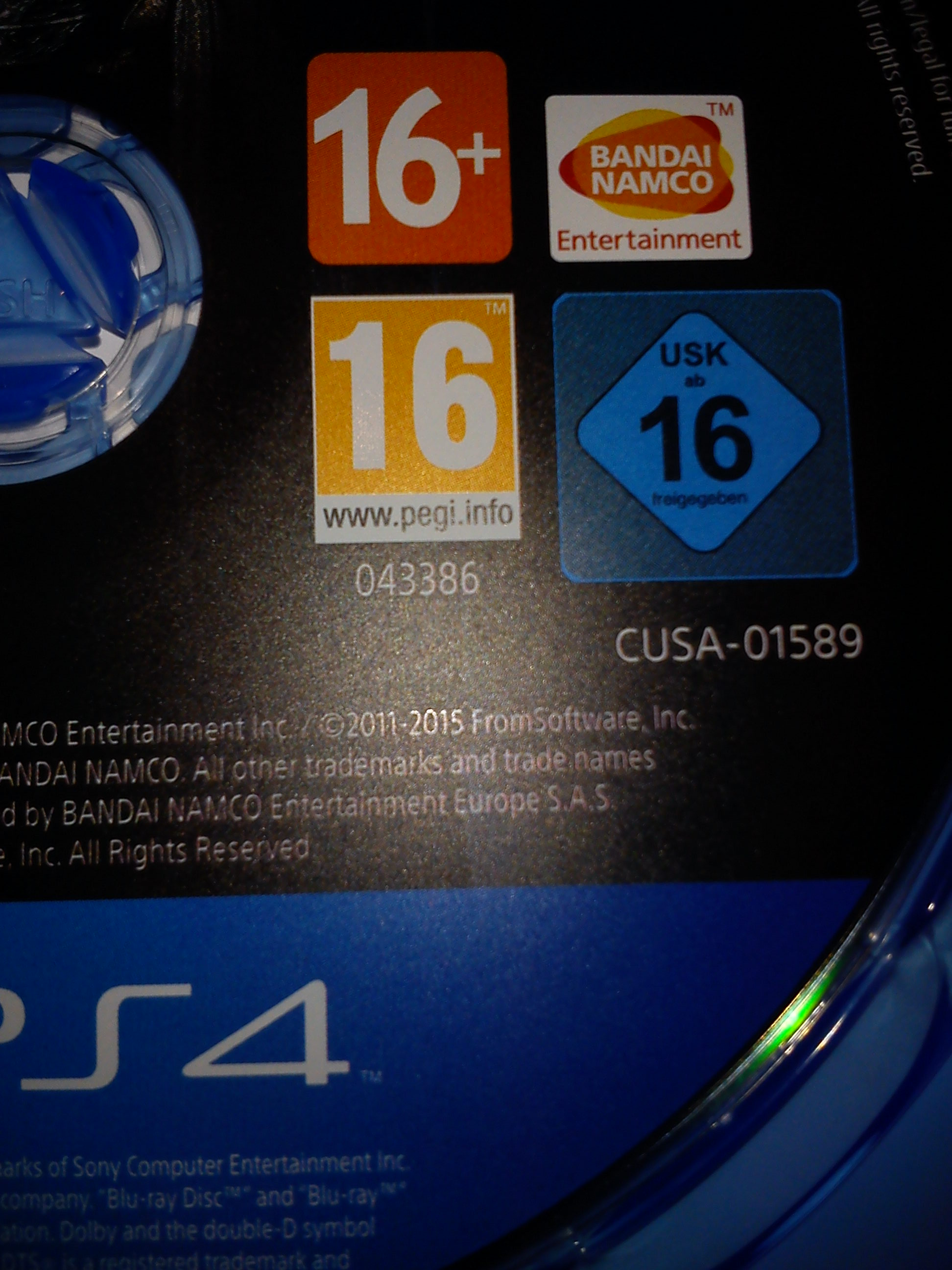
电子游戏光盘上的不同分级系统的例子，这是欧洲和澳大利亚的普遍做法。

电子游戏分级系统是一種用於分別電子遊戲對各年齡人士的合適度的分級系統。大部份這些系統都是由政府資助，有時更是包括在地方電影分級制度的一部份。電子遊戲分級系統可作為法律的依據，監察遊戲銷售商或商店，以限制某些遊戲售賣給未成年人。且隨著社會保護風氣升高，許多國家內縱使是最低級別，也都要求在三到六歲之間，以避免過小年齡的嬰兒接觸聲光效果。

## 游戏分级对照表
以下為現存電子遊戲分級的比較。
标签：
- 白 针对于年轻受众/任何年龄受众均可游玩/可豁免/免除分级/不适用分级。
- 黄 建议监护人陪同指导。
- 紫 不建议低于该年龄者游玩（但不限制）。
- 红 禁止低于该年龄者无成人陪同使用及购买。
- 黑 只准该年龄以上人士/封禁。

| 国家/地区/分级系统                                      | 1                     | 2                     | 3                     | 4                     | 5                     | 6                     | 7                  | 8                  | 9                  | 10                 | 11                 | 12                 | 13                 | 14                 | 15                 | 16                 | 17                 | 18           | 19         | 20         | 21         | 其他                   | 备注 |
| ------------------------------------------------------- | --------------------- | --------------------- | --------------------- | --------------------- | --------------------- | --------------------- | ------------------ | ------------------ | ------------------ | ------------------ | ------------------ | ------------------ | ------------------ | ------------------ | ------------------ | ------------------ | ------------------ | ------------ | ---------- | ---------- | ---------- | ---------------------- | --- |
| 阿根廷                                                  | ATP                   | ATP                   | ATP                   | ATP                   | ATP                   | ATP                   | ATP                | ATP                | ATP                | ATP                | ATP                | ATP                | +13                | +13                | +13                | +13                | +13                | +18          | +18        | +18        | +18        | N/A                    | 于2005年10月15日启用。此外还用于电视和电影。                                                                                |
| 澳大利亚                                                | G                     | G                     | G                     | G                     | G                     | G                     | G                  | G                  | G                  | G                  | G                  | G                  | G                  | G                  | M                  | M                  | M                  | R18+         | R18+       | R18+       | R18+       | RC                     | 受限类别为MA15 +和R18 +，后者于2013年初推出。                                                                               |
| 澳大利亚                                                | PG                    | PG                    | PG                    | PG                    | PG                    | PG                    | PG                 | PG                 | PG                 | PG                 | PG                 | PG                 | PG                 | PG                 | MA15+              | MA15+              | MA15+              | R18+         | R18+       | R18+       | R18+       | CTC                    | 受限类别为MA15 +和R18 +，后者于2013年初推出。                                                                               |
| 巴西                                                    | L                     | L                     | L                     | L                     | L                     | L                     | L                  | L                  | L                  | 10                 | 10                 | 12                 | 12                 | 14                 | 14                 | 16                 | 16                 | 18           | 18         | 18         | 18         | N/A                    | 在巴西，此分级系统同样适用于电视和电影。                                                                                    |
| 智利                                                    | TE                    | TE                    | TE                    | TE                    | TE                    | TE                    | TE                 | 8+                 | 8+                 | 8+                 | 8+                 | 8+                 | 8+                 | 14+                | 14+                | 14+                | 14+                | 18+          | 18+        | 18+        | 18+        | Educational            | 部分游戏会使用这一分级系统。                                                                                                |
| 中國                                                    | N/A                   | N/A                   | N/A                   | N/A                   | N/A                   | N/A                   | N/A                | 8+                 | 8+                 | 8+                 | 8+                 | 12+                | 12+                | 12+                | 12+                | 16+                | 16+                | 16+          | 16+        | 16+        | 16+        | 封禁                   | 中国网络游戏适龄提示仅适用于网络游戏，且暂无18+分级。                                                                       |
| 香港                                                    | I (非淫亵亦非不雅)    | I (非淫亵亦非不雅)    | I (非淫亵亦非不雅)    | I (非淫亵亦非不雅)    | I (非淫亵亦非不雅)    | I (非淫亵亦非不雅)    | I (非淫亵亦非不雅) | I (非淫亵亦非不雅) | I (非淫亵亦非不雅) | I (非淫亵亦非不雅) | I (非淫亵亦非不雅) | I (非淫亵亦非不雅) | I (非淫亵亦非不雅) | I (非淫亵亦非不雅) | I (非淫亵亦非不雅) | I (非淫亵亦非不雅) | I (非淫亵亦非不雅) | II (不雅)    | II (不雅)  | II (不雅)  | II (不雅)  | III (淫秽)             | 香港的出版物分类评定由淫审处负责。                                                                                          |
| 台灣                                                    | 普遍 (0+)             | 普遍 (0+)             | 普遍 (0+)             | 普遍 (0+)             | 普遍 (0+)             | 保護 (6+)             | 保護 (6+)          | 保護 (6+)          | 保護 (6+)          | 保護 (6+)          | 保護 (6+)          | 輔12 (12+)         | 輔12 (12+)         | 輔12 (12+)         | 輔15 (15+)         | 輔15 (15+)         | 輔15 (15+)         | 限制 (18+)   | 限制 (18+) | 限制 (18+) | 限制 (18+) | 禁止                   | |
| 台灣                                                    | 普遍 (0+)             | 普遍 (0+)             | 普遍 (0+)             | 普遍 (0+)             | 普遍 (0+)             | 保護 (6+)             | 保護 (6+)          | 保護 (6+)          | 保護 (6+)          | 保護 (6+)          | 保護 (6+)          | 輔导(PG)           |                    |                    |                    |                    |                    | 限制 (18+)   | 限制 (18+) | 限制 (18+) | 限制 (18+) | 禁止                   | |
| ESRB 加拿大 美國                                        | EC                    | EC                    | EC                    | EC                    | EC                    | EC                    | EC                 | EC                 | EC                 | E10+               | E10+               | E10+               | T                  | T                  | T                  | T                  | M                  | AO           | AO         | AO         | AO         | RP/LM17                | 1994于在美国，加拿大多数地区和墨西哥采用了此系统. E10 +等级于2005年初首次使用. 标为RP (Rating Pending) 的游戏暂未进行分级。 |
| ESRB 加拿大 美國                                        | E                     |                       |                       |                       |                       |                       |                    |                    |                    | E10+               | E10+               | E10+               | T                  | T                  | T                  | T                  | M                  | AO           | AO         | AO         | AO         | RP/LM17                | 1994于在美国，加拿大多数地区和墨西哥采用了此系统. E10 +等级于2005年初首次使用. 标为RP (Rating Pending) 的游戏暂未进行分级。 |
| 德国                                                    | 0                     | 0                     | 0                     | 0                     | 0                     | 6                     | 6                  | 6                  | 6                  | 12                 | 12                 | 12                 | 12                 | 12                 | 12                 | 16                 | 16                 | 18           | 18         | 18         | 18         | BPjM 限制              | N/A |
| 德国                                                    | 0                     | 0                     | 0                     | 0                     | 0                     | 6                     | 6                  | 6                  | 6                  | 12                 | 12                 | 12                 | 12                 | 12                 | 12                 | 16                 | 16                 | No labelling |            |            |            | BPjM 限制              | N/A |
| IARC                                                    | 3+                    | 3+                    | 3+                    | 3+                    | 3+                    | 3+                    | 7+                 | 7+                 | 7+                 | 7+                 | 7+                 | 12+                | 12+                | 12+                | 12+                | 16+                | 16+                | 18+          | 18+        | 18+        | 18+        | N/A                    | 这些评级用于大多数没有评级机构的国家。                                                                                      |
| 印度尼西亚                                              | SU                    | SU                    | 3+                    | 3+                    | 3+                    | 3+                    | 7+                 | 7+                 | 7+                 | 7+                 | 7+                 | 7+                 | 13+                | 13+                | 13+                | 13+                | 13+                | 18+          | 18+        | 18+        | 18+        | N/A                    | |
| 伊朗                                                    | +3                    | +3                    | +3                    | +3                    | +3                    | +3                    | +7                 | +7                 | +7                 | +7                 | +7                 | +12                | +12                | +12                | +15                | +15                | +15                | +18          | +18        | +18        | +18        | Prohibited             | 部分游戏会被封禁。 例如极端暴力，露骨色情内容或裸体。                                                                       |
| 日本 CERO                                               | A                     | A                     | A                     | A                     | A                     | A                     | A                  | A                  | A                  | A                  | A                  | B                  | B                  | B                  | C                  | C                  | D                  | Z            | Z          | Z          | Z          |                        | 这版等级从2006年3月1起启用。Z等级是唯一受限等级.                                                                            |
| 日本 EOCS                                               | G                     | G                     | G                     | G                     | G                     | G                     | G                  | G                  | G                  | G                  | G                  | 12                 | 12                 | 12                 | 15                 | 15                 | 15                 | 18           | 18         | 18         | 18         | N/A                    | 此分级系统仅使用于PC平台游戏。（多为成人游戏）                                                                              |
| 墨西哥                                                  | A                     | A                     | A                     | A                     | A                     | A                     | A                  | A                  | A                  | A                  | A                  | B                  | B                  | B                  | B15                | B15                | B15                | C            | C          | C          | C          | N/A                    | 2021年5月27日生效。 |
| 墨西哥                                                  | A                     | A                     | A                     | A                     | A                     | A                     | A                  | A                  | A                  | A                  | A                  | B                  | B                  | B                  | B15                | B15                | B15                | D            |            |            |            | N/A                    | 2021年5月27日生效。 |
| 新西兰                                                  | PG                    | PG                    | PG                    | PG                    | PG                    | PG                    | PG                 | PG                 | PG                 | M                  | M                  | M                  | M                  | M                  | M                  | M                  | M                  | R18          | R18        | R18        | R18        | Objectionable          | 澳大利亚分级标识同样适用于新西兰，如被拒绝分级或被分为MA15+或R18+，则需要新西兰分级标签。                                   |
| 新西兰                                                  | G                     | G                     | G                     | G                     | G                     | G                     | G                  | G                  | G                  | G                  | G                  | G                  | R13                | R13                | R15                | R16                | R16                | R18          | R18        | R18        | R18        | Objectionable          | 澳大利亚分级标识同样适用于新西兰，如被拒绝分级或被分为MA15+或R18+，则需要新西兰分级标签。                                   |
| PEGI 歐洲（德国和俄罗斯除外） 印度 以色列 巴基斯坦 南非 | 3                     | 3                     | 3                     | 3                     | 3                     | 3                     | 7                  | 7                  | 7                  | 7                  | 7                  | 12                 | 12                 | 12                 | 12                 | 16                 | 16                 | 18           | 18         | 18         | 18         | N/A                    | 少数国家会严格执行这一系统。                                                                                                |
| PEGI 歐洲（德国和俄罗斯除外） 印度 以色列 巴基斯坦 南非 | 3                     | 3                     | 3                     | 3                     | 3                     | 3                     | 7                  | 7                  | 7                  | 7                  | 7                  | 12                 | 12                 | 12                 | 12                 | 16                 | 16                 | 18           | 18         | 18         | 18         | N/A                    | 少数国家会严格执行这一系统。                                                                                                |
| 俄罗斯                                                  | 0+                    | 0+                    | 0+                    | 0+                    | 0+                    | 6+                    | 6+                 | 6+                 | 6+                 | 6+                 | 6+                 | 12+                | 12+                | 12+                | 12+                | 16+                | 16+                | 18+          | 18+        | 18+        | 18+        | N/A                    | 此分级系统自2012年9月1日起启用。这也适用于俄罗斯的电视，电影和出版物。                                                      |
| 沙特阿拉伯                                              | 3                     | 3                     | 3                     | 3                     | 3                     | 3                     | 7                  | 7                  | 7                  | 7                  | 7                  | 12                 | 12                 | 12                 | 12                 | 16                 | 16                 | 18           | 18         | 18         | 18         | Banned                 | 这一分级系统于2016年开始使用。                                                                                              |
| 新加坡                                                  | General               | General               | General               | General               | General               | General               | General            | General            | General            | General            | General            | General            | General            | General            | General            | ADV16              | ADV16              | M18          | M18        | M18        | M18        | NAR                    | 这一评级系统于2008年4月28日启用。                                                                                           |
| 斯洛伐克                                                | U or Teddybear´s head | U or Teddybear´s head | U or Teddybear´s head | U or Teddybear´s head | U or Teddybear´s head | U or Teddybear´s head | 7 or 7+            | 7 or 7+            | 7 or 7+            | 7 or 7+            | 7 or 7+            | 12                 | 12                 | 12                 | 15                 | 15                 | 15                 | 18           | 18         | 18         | 18         | N/A                    | 从其他国家/地区进口的游戏必须将分级标识标记在游戏包装上。                                                                   |
| 南非                                                    | PG                    | PG                    | PG                    | PG                    | PG                    | PG                    | 7–9PG              | 7–9PG              | 7–9PG              | 10–12PG            | 10–12PG            | 10–12PG            | 13                 | 13                 | 13                 | 16                 | 16                 | 18           | 18         | 18         | 18         | XX                     | 为打击南非之虐待儿童行为，于1996年设立FPB进行内容审查。                                                                     |
| 南非                                                    | PG                    | PG                    | PG                    | PG                    | PG                    | PG                    | 7–9PG              | 7–9PG              | 7–9PG              | 10–12PG            | 10–12PG            | 10–12PG            | 13                 | 13                 | 13                 | 16                 | 16                 | X18          |            |            |            | XX                     | 为打击南非之虐待儿童行为，于1996年设立FPB进行内容审查。                                                                     |
| 韩国                                                    | ALL                   | ALL                   | ALL                   | ALL                   | ALL                   | ALL                   | ALL                | ALL                | ALL                | ALL                | ALL                | 12                 | 12                 | 12                 | 15                 | 15                 | 15                 | 15           | 19         | 19         | 19         | Refused classification | 映像物等级委员会2006年前负责电子游戏的分级。                                                                                |
| 阿拉伯联合酋长国                                        | 3                     | 3                     | 3                     | 3                     | 3                     | 3                     | 7                  | 7                  | 7                  | 7                  | 7                  | 12                 | 12                 | 12                 | 12                 | 16                 | 16                 | 18           | 18         | 18         | 21         | N/A                    | 于2017年11月推出，并于2018年2月正式启用。                                                                                   |
| 国家/地区/分级系统                                      | 1                     | 2                     | 3                     | 4                     | 5                     | 6                     | 7                  | 8                  | 9                  | 10                 | 11                 | 12                 | 13                 | 14                 | 15                 | 16                 | 17                 | 18           | 19         | 20         | 21         | 其他                   | 备注 |
| 应用商店分级系统                                        |                       |                       |                       |                       |                       |                       |                    |                    |                    |                    |                    |                    |                    |                    |                    |                    |                    |              |            |            |            |                        | |
| App Store (iOS)                                         | 4+ (5周岁以下)        | 4+ (5周岁以下)        | 4+ (5周岁以下)        | 4+ (5周岁以下)        | 4+ (5周岁以下)        | 4+ (6至8周岁)         | 4+ (6至8周岁)      | 4+ (6至8周岁)      | 9+                 | 9+                 | 9+                 | 12+                | 12+                | 12+                | 12+                | 12+                | 17+                | 17+          | 17+        | 17+        | 17+        | No Rating              | 对于在App Store发布或售卖的软件均需要接受该分级。其中4+又分为三个分类：5岁及以下, 6–8和9–11。                               |
| App Store (iOS)                                         | 4+ (5周岁以下)        | 4+ (5周岁以下)        | 4+ (5周岁以下)        | 4+ (5周岁以下)        | 4+ (5周岁以下)        | 4+ (6至8周岁)         | 4+ (6至8周岁)      | 4+ (6至8周岁)      | 4+ (9至11周岁)     |                    |                    | 12+                | 12+                | 12+                | 12+                | 12+                | 17+                | 17+          | 17+        | 17+        | 17+        | No Rating              | 对于在App Store发布或售卖的软件均需要接受该分级。其中4+又分为三个分类：5岁及以下, 6–8和9–11。                               |
| 亚马逊应用商店                                          | 所有年龄              | 所有年龄              | 所有年龄              | 所有年龄              | 所有年龄              | 所有年龄              | 所有年龄           | 所有年龄           | 所有年龄           | 需要监护指引       | 需要监护指引       | 需要监护指引       | 需要监护指引       | 需要监护指引       | 需要监护指引       | 需要监护指引       | 成年               | 成人         | 成人       | 成人       | 成人       | 禁止上架               | 所有在亚马逊应用商店上架或销售的软件必须提交该分级                                                                          |
| Google Play 俄羅斯 南韓                                 | 3                     | 3                     | 3                     | 3                     | 3                     | 3                     | 7                  | 7                  | 7                  | 7                  | 7                  | 12                 | 12                 | 12                 | 12                 | 16                 | 16                 | 18           | 18         | 18         | 18         | 禁止                   | 此评级是谷歌针对原GooglePlay分级的升级版，仅面向于韩国和俄罗斯，其中在韩国该评级只适用于非游戏类的应用上。                  |
| 三星应用商店                                            | All                   | All                   | All                   | 4+                    | 4+                    | 4+                    | 4+                 | 4+                 | 4+                 | 4+                 | 4+                 | 12+                | 12+                | 12+                | 12+                | 16+                | 16+                | 18+          | 18+        | 18+        | 18+        | Banned                 | |
| 国家/地区/分级系统                                      | 1                     | 2                     | 3                     | 4                     | 5                     | 6                     | 7                  | 8                  | 9                  | 10                 | 11                 | 12                 | 13                 | 14                 | 15                 | 16                 | 17                 | 18           | 19         | 20         | 21         | 其他                   | 备注 |

## 各国家和地区分级总览

### 澳大利亚
澳大利亚政府的澳大利亚分级委员会（英語：Australian Classification Board，简称为ACB或CB）负责对在该国展示、出租和出售的电影、电子游戏和出版物进行分级和审查。ACB成立于1970年，曾经是电影与文学分级办公室（OFLC）的一部分，该机构于2006年解散。之后由通讯与艺术部位ACB提供行政支持，ACB作出的决定可能会受到澳大利亚分级审查委员会的进一步审查。ACB现依照1995年联邦分级法运作。
ACB不会通过直接命令删减或修改内容来进行审查，但该机构可以通过拒绝分级的方式审查媒体，并使相关媒体在澳大利亚的出租、展览和进口行为变得非法。
澳大利亚分级系统有多种级别的“受限”分类，并禁止向规定年龄以下的人出售、展示或使用相关内容。2005年，由于父母们对电子游戏分级标准的困惑，游戏开始与电影按照同样标准进行分级（但没有R18 +和X18 +）。虽然国家分级法规定“成年人应该被允许阅读、收听或观看他们想要的内容”，但一直到2013年1月1日，成人R18 +分级才开始应用到澳大利亚的电子游戏。

### 巴西
司法部下辖的ClassInd（葡萄牙文：Classificaéo Indicativa）對巴西的電影、遊戲和電視節目進行評級。

### 智利
游戏由教育部下属的电影分级委员会（Consejo deCalificaciónCinematográfica）进行分级。
当前分级为：
- TE（Todo Espectador） –所有人（无异议内容）。
- Mayores de 8años–建议8岁以上人士。
- Mayores de 14años–建议14岁以上人士。
- Mayores de 18años–建议18岁以上人士。

除上述等级外，还设有“教育”级。

### 中国大陆

#### 绿色游戏推荐标准
2004年中国青少年网络协会推出《绿色游戏推荐标准》，以12項指標，將遊戲分為五個等級，分別是适合全年龄段、初中生年龄段、高中生年龄段、18岁以上年龄段和危险级。

#### 游戏适龄提示倡议
此版适龄提示于2019年9月26日由中宣部和网游道德委员会设置，由人民网发布。并随后推出了查询系统，接入的游戏超百款。
将游戏分为 6+ ， 12+ ， 16+ 和 18+ 四等。
2020年12月，中国音数协颁布《网络游戏适龄提示》团体标准，网络游戏必须在网站和注册账户之页面显示以下三种分类之一：
- 绿色表示“ 8 +”（建议8岁以上人士）。
- 蓝色表示“ 12+”（建议12岁以上人士）；
- 黄色表示“ 16+”[13][14]（建议16岁以上人士）。

《网络游戏适龄提示》是基於《中华人民共和国未成年人保护法》第五章网络保护第七十五条而設立，由於上位法《出版管理条例》禁止出版物包含「宣扬淫秽、赌博、暴力或者教唆犯罪」內容，遊戲作為出版物亦是如此，所以不會如ESRB等分級制度那樣標示相關成人內容，還有成人分級。
此外，亦有部分游戏在中国采用“18+”的分级模式，如《光与夜之恋》。但在第二版中则并未显示该分级标志。而在第一版中，则显示有“18+”的分级模式。

### 香港
香港无游戏分级制度，而是根据《淫亵及不雅物品管制条例》执行出版物分类制度，分为I、II、III这三个分类。I类出版物没有任何限制所有年龄都可以购买，II类出版物需标识警告并且不得提供给未满18岁的人群等于限制级，III类出版物不得进行公开出售但并没有限制私有或朋友间传播。该分类体系相当于一种隐性分级。分类评定由淫秽物品审裁处负责。
警告:本物品内容可能令人反感；不可将本物品派发、传阅、出售、出租、交给或出借予年龄未满18岁的人士或将本物品向该等人士出示、播放或放映。
WARNING: THIS ARTICLE CONTAINS MATERIAL WHICH MAY OFFEND AND MAY NOT BE DISTRIBUTED, CIRCULATED, SOLD, HIRED, GIVEN, LENT, SHOWN, PLAYED OR PROJECTED TO A PERSON UNDER THE AGE OF 18 YEARS.
《淫亵及不雅物品管制条例》要求II类出版物必须使用这一法定警告标语，并且需要同时注明中英文，且字体体积必须占总面积的百分之二十。

### 欧洲
泛欧洲游戏资讯组织 (PEGI) 在 欧洲建立了电子游戏分级系统，以帮助欧洲地区父母在购买带有PEGI标签的电脑游戏时做出明确决定。 它是由欧洲互动软件联合会 (ISFE)于2003年4月启用; 它用统一的欧洲体系取代了诸多国家的游戏分级系统。 现有31个国家或地区使用了PEGI系统，该系统基于行为准则和一系列规则建立，使用PEGI系统的每个发布商都必须遵守这些规则。 PEGI系统由五个年龄类别和九个内容描述符组成，这些描述符根据游戏内容在特定年龄段内建议游戏的适用性和内容。年龄等级和游戏难度或所需的技能无关。

### 德國
德國娛樂軟件檢驗局 (USK) (Entertainment Software Self-control), 于1994年成为德国的软件分级机构。
- USK 0 - 适合所有人使用。
- USK 6 - 仅限6岁以上人士
- USK 12 - 仅限12岁以上人士
- USK 16 - 仅限16岁以上人士
- USK 18 - 仅限18岁以上人士

### 印度尼西亚
印度尼西亚游戏分级系统(IGRS)是由印度尼西亚通讯部门于2016年建立的官方电子游戏内容分级系统。IGRS对在印尼开发或发行的游戏进行分级。 并设置有5种分级标识，其中涉及情节包括烟酒，毒品，暴力，血腥，粗话，性内容等。以下为分级标识:
- SU ("Semua Umur", 全年龄 )  – 适合所有年龄段。
- 3+  – 3岁以上。 无受限内容，例如成人内容，毒品使用，模拟赌博和在线互动。
- 7+ – 7岁以上。 无受限内容，包括成人内容，毒品使用，模拟赌博和在线互动。
- 13+  – 13岁以上。 包含部分受限内容，包括人物/角色对酒精或毒品的轻度使用，卡通暴力，轻度粗话，模拟赌博，恐怖主题以及在线互动。
- 18+  – 18岁以上。 受限内容相较于13+更多（即使不是全部），包括主要人物使用毒品、酒精画面，几近真实的暴力行为（如血液，血腥，肢解等），粗俗幽默，模拟赌博，恐怖主题和在线互动。

### 伊朗
娱乐软件分级协会（波斯语：اسرا）（ESRA）是在伊朗运作的电子游戏分级系统。 实际上，无分级的游戏在伊朗被禁止销售。
- +3 – 3岁以上。
- +7 – 7岁以上。
- +12 – 12岁以上。
- +15 – 15岁以上。
- +18 – 18岁以上。

实际上，此分级系统主要用于以PC或手机为平台的电子游戏，因为没有一款主机游戏在伊朗发行。

### 日本
在日本，分级不是法律要求，但由于沙织事件，为了避免政府介入，多数商业电子游戏发行商开始采用行业自律规范进行游戏分级。 主机制造商要求电子游戏发行商必须通过CERO的审查。 而PC游戏发行商需要获得EOCS或日本内容审查中心批准。 这些分级是由地方政府管理的，而《青少年保护育成条例》规定零售商不得向未成年人提供18+等级的电子游戏。同人作品不受限制，但淫秽物品的分发会受到限制，依据是日本刑法第175条。

#### 计算机娱乐分级机构
计算机娱乐分级机构（特定非営利活動法人コンピュータエンターテインメントレーティング機構，CERO）是一家对日本的电子游戏和PC游戏进行分级的机构，该机构通过分级标识告知用户产品性质以及适用年龄。 它成立于2002年6月，是计算机娱乐供应商协会的一个分支，并于2003年12月成为正式认可的非营利组织。它目前包含五个年龄类别和九个内容描述符。
- A – 全年龄对象。 原“全年龄”级。
- B – 12岁以上对象。 原“12”级。
- C – 15岁以上对象。 原“15”级。
- D – 17岁以上对象。 原“18”级。
- Z – 仅18岁以上对象。 原“18”级。这是唯一的受限等级。

#### 电脑软件伦理机构
电脑软件伦理机构（Ippan Shadan Hōjin Konpyūta Sofutowea Rinri Kikō(EOCS或Sofurin)是日本PC游戏分级机构。 于1992年成立，性质于2009年变更为一般社团法人。 该协会还致力于为其所代表的公司打击PC游戏的侵权行为， 此外也赞助 萌系遊戲大賞 以帮助PC游戏之销售。
以下是分级名称:
- 一般软件作品 -全年龄。
- 一般软件作品 (12岁以上推荐)
- 一般软件作品 (15岁以上推荐)
- 禁止销售给18以下人士的软件

#### 日本内容审查中心
日本内容审查中心（Nihon Kontentsu Shinsa Sentā）是审查日本成人游戏的机构。由伦理机构（Eizō Rinri Kikō）在软件内容协会 (CSA)解散后于2010年12月1日成立。

### 墨西哥
2020年11月27日, 内政部秘书处 （SEGOB）在政府公报 颁布了独立的分级制度。名为《墨西哥电子游戏内容分级系统准则》。声明指出，在墨西哥发行的一切电子游戏都将使用该国独立的分级制度，该法案自2021年5月27日起生效以取代目前仍在使用的ESRB分级系统，同时两者的分级将保持一致。
分级如下:
- A (全年龄（西班牙語：Todo Público）):全年龄。
- B （12+（西班牙語：+12 Años））: 适合12岁以上人士。
- B15 （15+（西班牙語：+15 Años））: 适合15岁以上人士。
- C （18+ 成人（西班牙語：Adultos +18 Años）): 不适合18岁以下人士。
- D （仅限成人（西班牙語：Exclusivo Adultos））: 强烈成人内容。

### 新西兰
电影文学办公室（OFLC）是新西兰政府机构，负责对新西兰的电影，视频，出版物及电子游戏进行分类。 它是根据《1993年电影，视频和出版物分级法》相关规定设立的，代替了原有的《电影分级法》，并且属于独立官方实体。OFLC的负责人称为首席审查员，其头衔描述了自1916年以来负责新西兰审查工作的政府官员。
以下是分级标示:
- G: 任何人皆可使用和贩卖。
- PG: PG级电影和游戏可以向任何人出售，租用或放映。 此等级内容建议父母，师长或成年亲友陪同观赏或使用。
- M: M级电影和游戏可以向任何人出售，租用或放映。 但可能更适合16岁以上的成熟观众。 [29]
- RP13: 仅限13岁以上人士。
- R13: 仅限13岁以上人士。
- R15: 仅限15岁以上人士。
- RP16: 仅限16岁以上人士。
- R16: 仅限16岁以上人士。
- RP18: 仅限18岁以上人士。
- R18: 仅限18岁以上人士。

### 北美洲

#### 现在的分级制度
娱乐软件分级委员会（ESRB）是娱乐软件协会设立的分级组织，实施行业采用准则，并严格执行在线隐私原则，为在加拿大，墨西哥和美国发行的计算机和视频游戏和其他娱乐软件进行分级。PEGI等级多用于在加拿大销售的法语游戏。尽管是自律性的，但在加拿大，依法要求对ESRB分级的游戏进行分级或限制，尽管这只在省和地区上有所不同。
街机游戏亦存在与ESRB类似之系统，由美国游艺设备协会（AAMA）和娱乐音乐运营协会（AMOA）实施。它被称为家长咨询系统，使用三种颜色进行评级-绿色（适合所有年龄段），黄色（轻）和红色（高）。分级标识会贴在游戏界面上，并且如果游戏的开发商或发行商选择此做法，亦可在吸引模式下显示等级。
| 图标 | 名称                 | 停用年份 | 介绍                                                                                            |
| ---- | -------------------- | -------- | ----------------------------------------------------------------------------------------------- |
|      | 幼儿 EARLY CHILDHOOD | 2018年   | 其中內容適合3歲或以上的兒童。不會包含父母認為不合適的內容。被定位為此級別的遊戲通常是針對幼兒。 |

#### 以前的分级制度
世嘉公司于1993年成立了VRC，负责SEGAMaster System、Mega Drive、Game Gear、Mega-CD和PICO遊戲的分级。1994年随ESRB的成立而宣告解散。
|  | GA — 一般受众: 适合所有受众。未涉及血腥，暴力，亵渎，成人性主题，亦无毒品或酒精之使用画面。                                 |
|  | MA-13 — 成年受众: 建议家长指引使用。 该游戏适合13岁以上的受众。 与GA级相比，游戏中可能有鲜血和更多的图形暴力。              |
|  | MA-17 — 成年受众: 不适合未成年人。该游戏适合17或以上的受众。 游戏可能充满高度血腥，暴力画面，成人性主题，亵渎，吸毒或酗酒。 |

### 沙特阿拉伯
视听媒体委员会（羅馬化：Alhy'eh Al'amah lel-E'elam Almar'ey wal-Masmoo'）（GCAM）负责电影， 电视和游戏的分级。

### 新加坡
新加坡政府下属的资讯通讯媒体发展局（IMDA）负责审查新加坡的电影，电视和电子游戏。

### 斯洛伐克
统一年龄分级系统是斯洛伐克的分级系统，负责对斯洛伐克的电影，电视和电子游戏进行分级。
斯洛伐克商店中销售的进口游戏（大多具有PEGI或USK等级）必须在游戏包装上标记分级图标。

### 南非
南非电影出版委员会（FPB）是南非政府根据1996年《电影和发行法》成立的分级机构，主要对电影，音乐，电视节目和电子游戏进行分级，以合法在南非进行展览，销售或出租 。

### 韩国

#### KMRB时期
在2006年前，游戏是由映像物等级委员会（KMRB）分级。后来游戏分级部门被拆分到游戏物管理委员会。

#### GRAC时期
游戏物管理委员会（GRAC）自2006年起成为韩国游戏内容分级机构（曾一度解散）。 主要对电子游戏进行评级，以告知用户游戏性质。
- 全年齡（韓語：／ ）：适合所有人。
- 12歲以上（韓語：／）：仅限12岁以上人士。
- 15歲以上（韓語：／）：仅限15岁以上人士。
- 青少年不可遊玩（韓語：／）：仅限19岁以上人士。
- 測試（韓語：／）：正在测试或审查。

### 俄羅斯
2023年9月13日，俄羅斯diHouse、DNS-Shop、GamePark等九家數位發行平台宣佈成立俄罗斯电子游戏分销商和进口商协会（簡稱R.A.D.I）負責在俄羅斯境內銷售的主機遊戲分級，協會分級有五類，分別是0+、6+、12+、16+和18+。

### 臺灣
2006年7月6日中華民國經濟部訂定發布《电脑软件分级办法》，於2009年6月5日與2011年4月13日各修正發布一次。因應時代的變遷與需求，2011年4月13日將原名《电脑软件分级办法》改為《遊戲軟體分級管理辦法》，變更的內容主要是將原先的普通級、保護級、輔導級與限制級增加為五個等級，由輔導級再劃分為輔12級與輔15級，2012年5月29日公告實施，必須在2013年1月1日前改善。
依法規定，有分級管理義務之人，應依規定登錄分級級別及情節標示。地方主管機關可按照兒少法加以查緝，可依法裁罰 5~25 萬元罰鍰，且可按次連續處罰，直到改善為止。
大陸地區遊戲軟體業者，依法尚未開放在臺灣地區營運。大陸地區發行之遊戲軟體登錄分級，應透過在臺之代理商辦理登錄。
| 標識 |                          |                                                                                     |                                                                                         |                          |
| 分級 | 普遍級                   | 保護級（P）                                                                         | 輔導級（PG）                                                                            | 限制级（R）              |
| 說明 | 一般软体使用者皆可使用。 | 未满六岁之人不得使用。 六歲以上未滿十二歲之儿童需父母、師長或成年親友陪伴輔導使用。 | 未满十二岁之人不得使用。 十二歲以上未滿十八歲之少年需父母、師長或成年親友陪伴輔導使用。 | 未满十八岁之人不得使用。 |

### 阿拉伯联合酋长国
国家媒体委员会（阿拉伯語：الهيئة العامة للإعلام المرئي والمسموع）是阿联酋政府机构。主要规范阿联酋媒体内容生产，出版和媒体内容贸易。 该机构根据2006年《联邦法律》成立。到2013年，NMC已经成为阿联酋的权威机构。
NMC在2018年为各类媒体产品设置了分级系统，包括实体电子游戏。
2021年6月，文化和青年部启动了媒体监管办公室（羅馬化：Maktab Tanzheem al-Ealam）以执行以前在国家媒体委员会领导下的一些职能和任务电子游戏开始逐步淘汰，以支持反映MRO的公司形象的新标签。评级本身没有改变。

### 英国
英国电影分级委员会（BBFC），原名英国电影检查委员会，是一个非政府组织，由电影企业资助，负责对在英国发行的电影进行分级。同时具有对视频和DVD进行分级的资质。 目前已不再对英国发行的电子游戏进行分级。 相关职责已移交给视频标准委员会（VSC）。
2012年7月，VSC成为英国唯一的电子游戏监管机构。 VSC自2003年起一直是PEGI成员，随后使用PEGI标准对电子游戏进行分类。 英国互动娱乐协会（UK Interactive Entertainment Association）是英国的一个行业贸易组织，与VSC合作，帮助审查游戏并向父母提供相关材料。 BBFC仍对具强烈性内容或提供DVD功能的辅助小游戏进行分级。

### 国际

#### IARC
部分支持IARC的应用商店在无分级系统的国家和地区采用该分级。IARC采用的分级标准与PEGI为一致。该分级在部分国家地区不被认可。

## 應用
下图显示了全球各类电子游戏分级系统的使用范围。 显示为双色带的国家或地区使用了两种以上的分级系统。

## 外部連結
- 遊戲軟體分級查詢網 （页面存档备份，存于）（繁體中文）
- 電腦軟體分級辦法（繁體中文）
- 娱乐软件分级委员会 （页面存档备份，存于）
- 泛欧洲游戏信息组织 （页面存档备份，存于）
- 澳大利亚分级委员会 （页面存档备份，存于）
- 娱乐软件检验局（德国） （页面存档备份，存于）
- 南非电影出版委员会 （页面存档备份，存于）
- 游戏适龄提示平台 （页面存档备份，存于）（简体中文）
- 电影、报刊及物品管理办事处  （页面存档备份，存于）